# Malpasse
Malpasse est une localité d’Haïti dépendante de la commune de Ganthier et notamment de la section communale de Fonds-Parisien dont elle est distante d’environ 10 km, située dans le département de l'Ouest.
Malpasse se trouve à la frontière avec la République dominicaine, sur la rive Sud-Est de l'étang Saumâtre. C’est d’ailleurs le principal poste-frontière entre les deux pays, puisque plus de moitié des échanges commerciaux se font par ce point de passage, dont la route nationale 8 qui le franchit relie directement les deux capitales : Port-au-Prince et Saint-Domingue.